# Striden vid Lembois
Striden vid Lembois utkämpades den 24 mars 1918 under finska inbördeskriget mellan de röda och de vita. 
Syftet med den vita framryckningen söder om Tammerfors var att skära av de rödas reträttväg söderut och att hjälp kunde nå den röda garnisonen i Tammerfors från söder. Karl Wilkman ledde operationen; först intog de vita Kangasala kyrkby den 22 mars och därifrån tågade man vidare mot Lembois. Förtruppen misslyckades i sina ansatser, men huvudtruppen lyckades sedermera. Mot sig hade de vita Eino Rahja och hans mannar. Den 25 mars genomförde de röda en utbrytning mot söder. 
Den 15 juli 1934 invigdes ett minnesmärke i Lembois; sockeln är utförd av Uuno Eskola och statyn av Rikhard Rautalin. Det röda monumentet av Jalmari Terho uppfördes 1948.